# Seifuku Cinderella
Albums par Hōkago Princess
My Princess
(22 mars 2017)
Compilations par Hōkago Princess
Indies Best ~Memories~
(22 mars 2017)
Seifuku Cinderella (制服シンデレラ) est le 1er mini album du groupe d'idoles japonais Hōkago Princess sorti en 2015.

## Formation
Membres créditées sur l'album
- Nana Odagiri
- Mayuka Miyashita
- Miran Yamaguchi
- Saori Kizuki
- Ayase Miho
- Maika Miyashita
- Himari Shirosaki
- Saho Michishige

## Liste des titres
| 1. | Seifuku Cinderella (制服シンデレラ)                                                       |  |
| 2. | Gachi Only You (ガチOnly You)                                                             |  |
| 3. | Kimipedia (キミペディア)                                                                  |  |
| 4. | Nanairo Photograph (七色フォトグラフ)                                                     |  |
| 5. | Dream Door                                                                                |  |
| 6. | Juliet ~Kimi wo Suki na 100 no Riyū~ (2015 version) (ジュリエット～君を好きな100の理由～) |  |

| DVD | DVD   | DVD   | DVD | DVD | DVD | DVD | DVD | DVD | DVD |
| No  | Titre | Durée |     |     |     |     |     |     |     |
| --- | ----- | ----- | --- | --- | --- | --- | --- | --- | --- |